# Traunstein (sommet)
Pour les articles homonymes, voir Traunstein (homonymie).
Le Traunstein est un sommet des Alpes, à 1 691 m d'altitude, dans les préalpes de Haute-Autriche, en Autriche (Haute-Autriche).